# 化学合成
在化学中，化学合成是以得到一种或多种产物为目的而进行的一系列化学反应。合成通常表现为通过物理或化学方法操纵的一步或多部反应。在现代的实验室应用中，合成通常暗示整个过程可靠、可被重复且可于多个实验室中应用。
一个化学合成步骤由选择试剂开始。一个产物或中间产物往往需要多种试剂合成。在合成中，产物的数量为产率，往往以克为单位，或以实验产物质量与理论产物质量之比来衡量。副反应通常为降低所需产物产率的化学反应。
在英语中，Synthesis的现代含义由阿道夫·威廉·赫尔曼·科尔贝首次使用。

## 策略
化学合成中存在许多策略，其不仅仅是在一个步骤中将反应物A转化为反应产物B. 在多步合成中，化合物通过一系列单独的化学反应合成，每个化学反应都有自己的后处理。 例如，对乙酰氨基酚(Paracetamol)的实验室合成可以由三个单独的合成步骤组成。 在级联反应中，多种化学转化发生在单一反应物中，在多组分反应中，多达11种不同的反应物形成单一反应产物，并且在一锅合成法中，一种反应物经历多次转化而不分离中间体。

## 有机合成
有机合成为化学合成的特殊分支，用于合成有机化合物。一个复杂产物的全合成往往需要多步反应且消耗大量时间。有机合成技能在化学家中备受推崇，特别有价值或难以处理的化合物的合成为化学家们赢得了诺贝尔化学奖，例如罗伯特·伯恩斯·伍德沃德(英語：Robert Burns Woodward)。 如果化学合成从基础实验室化合物开始，则认为它是纯合成的过程。 如果它从与植物或动物分离的产物开始，然后加工成新化合物，则合成被描述为半合成过程。

## 无机合成
无机合成和有机金属合成用于制备具有显着非有机物含量的化合物。 一个说明性的例子是用氯亚铂酸钾制备抗癌药物顺铂。

## 其他含义
化学合成的另一个含义相对狭窄，且局限在特定化学反应种类中，如化合反应，此反应将两种试剂化合成一种产物。化合反应的通式为:
A + B → AB
A和B可为单质或化合物，AB为由A和B化合成的化合物。示例如下:
2 Na + Cl2 → 2 NaCl (生成盐)
S + O2 → SO2 (生成二氧化硫)
4 Fe + 3 O2 → 2 Fe2O3 (铁的锈蚀)
CO2 + H2O → H2CO3 (二氧化碳溶于水中，与水反应生成碳酸)
四条特殊规律:
金属氧化物 + H2O → 金属氢氧化物
非金属氧化物 + H2O → 含氧酸
金属氯化物 + O2 → 金属氯酸盐
金属氧化物 + CO2 → 金属碳酸盐